# Teatro Nuovo (Ferrara)
Il Teatro Nuovo di Ferrara è un teatro costruito negli anni venti ed è il più importante della città dopo il Teatro comunale Claudio Abbado.

## Storia

### Inaugurazione e primo dopoguerra
Venne costruito su progetto dell'ingegnere Sesto Boari (fratello di Adamo Boari) fra il 1925 e il 1926 in piazza Trento e Trieste, a Ferrara.
Fu inaugurato nel 1926 con la rappresentazione di La cena delle beffe di Umberto Giordano e divenne un luogo di ritrovo sia per le rappresentazioni teatrali sia per quelle cinematografiche.

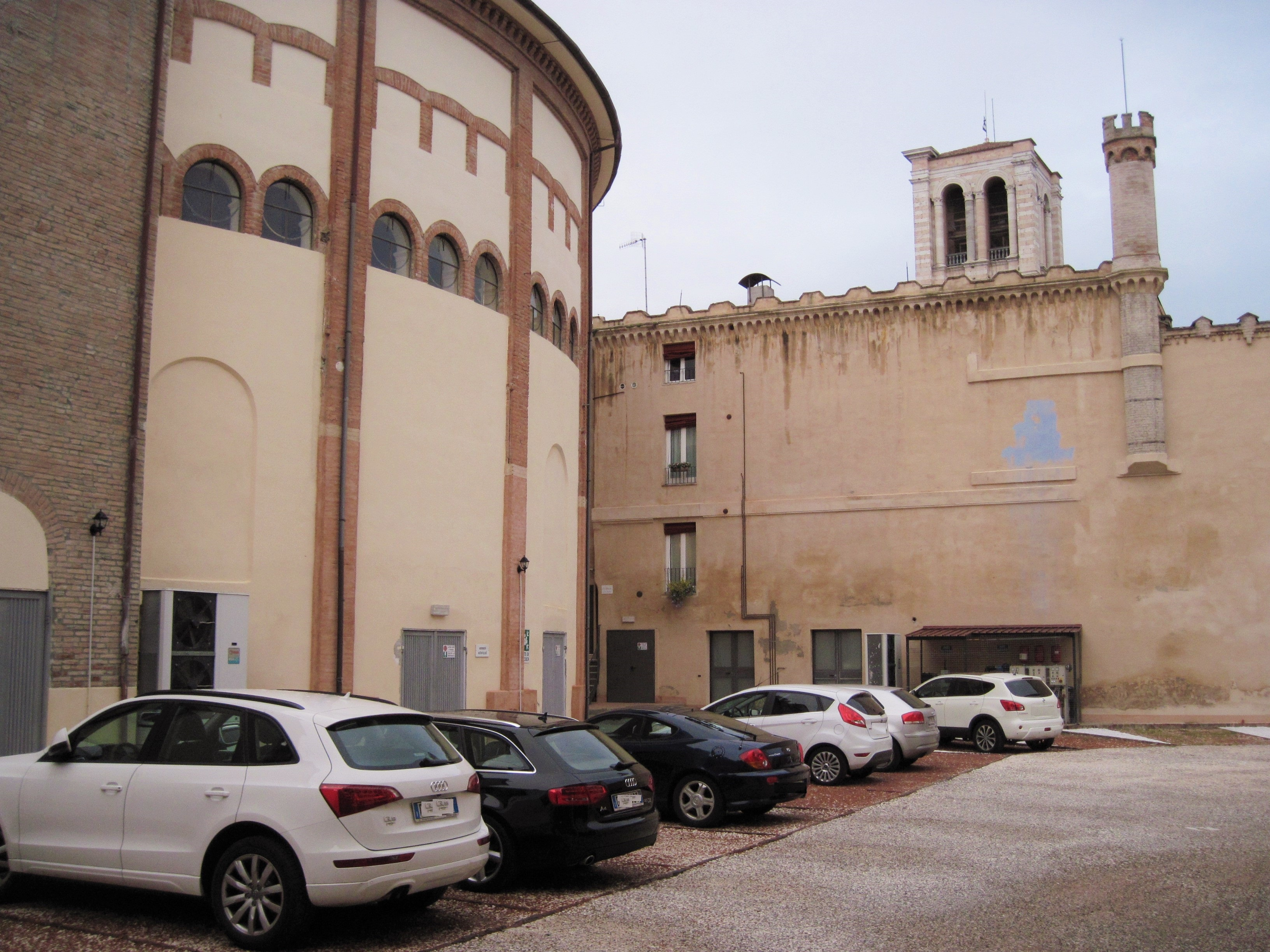
Lo spazio dove un tempo esisteva il cinema estivo Nuovo.

### Secondo dopoguerra
A partire dalla fine degli anni quaranta venne utilizzato principalmente come sala cinematografica. Sino agli anni 90 in uno spazio ricavato posteriormente ed esternamente alla volta del retropalco era presente un cinema scoperto sopraelevato per la programmazione dell'allora cinema estivo Nuovo. Dopo le recenti ristrutturazioni tale area è diventata un parcheggio privato al quale si accede dal vicolo Vignatagliata. Nel 2006 cessò ogni attività cinematografica.
Riguardo alla parte teatrale si specializzò per l'operetta, per gli spettacoli musicali e per il teatro leggero (vi tennero ad esempio un loro spettacolo Aldo, Giovanni e Giacomo nel 1995).
Occasionalmente il teatro venne utilizzato anche per altri fini, ad esempio come spazio espositivo. Nel 2011 ospitò una personale artistica di Silvano Bulgari dal titolo Il Senso del Tempo.

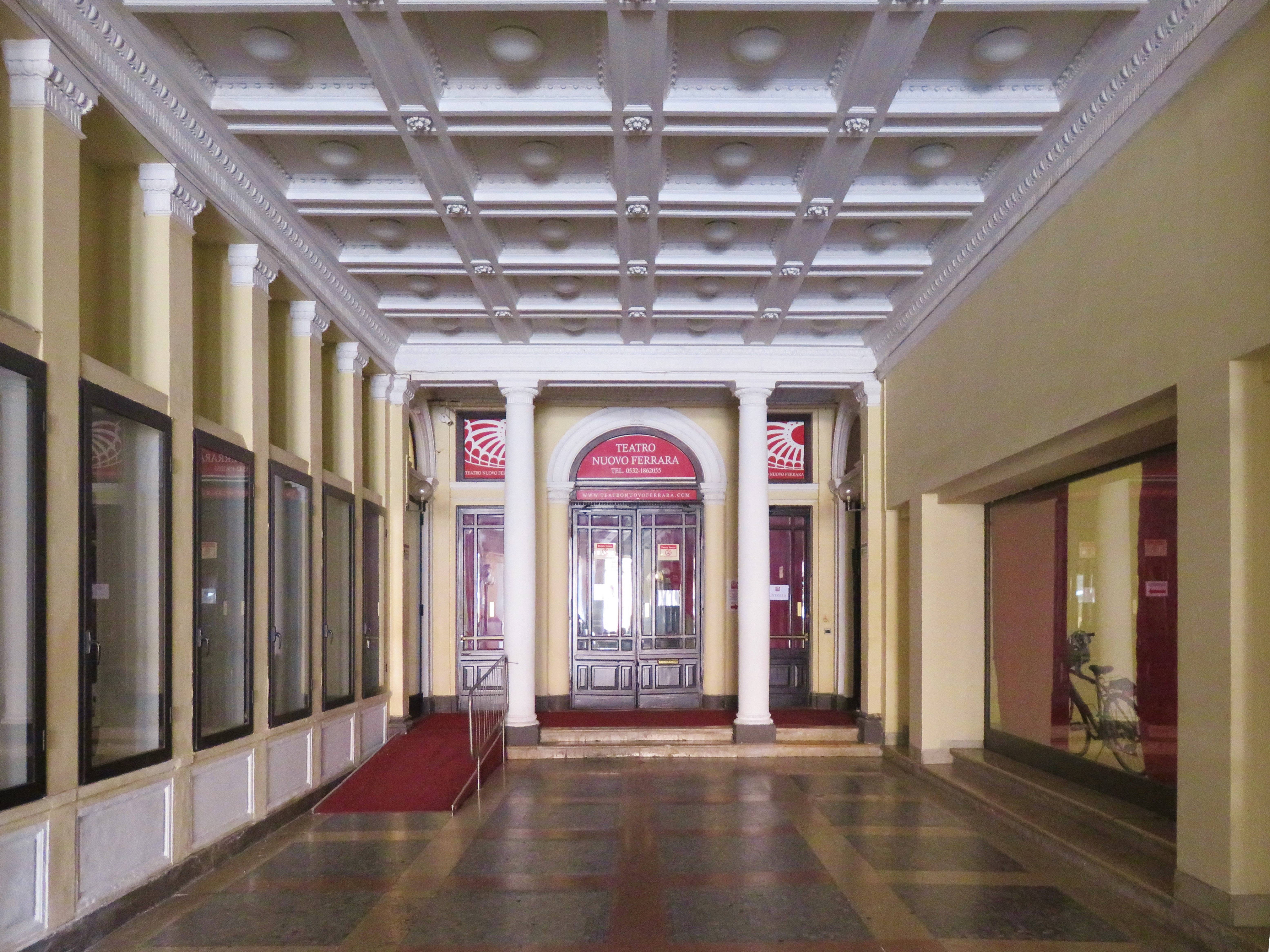
Galleria dell'ingresso del Teatro Nuovo

Nel 2012, in seguito a vicende giudiziarie, il teatro subì gravissimi danni. La ripresa delle attività fu possibile solo nel 2015, dopo importanti lavori di ristrutturazione. La capienza attuale è di oltre 800 posti.

## Aspetti architettonici
La facciata è sobria, classica. l'ingresso presenta tre colonne disposte in modo asimmetrico che sorreggono un ampio balcone dal quale si affaccia una finestra affiancata da due grandi finestroni con arco a tuttosesto. 
La breve galleria dell'ingresso ha un soffitto a stucchi che ricordano una copertura a cassettoni e ai lati ha vetrinette espositive. Da questa si accede alla sala del foyer e poi alla sala teatrale. 
L'interno presenta una pianta a campana con una vasta platea e due ordini di gallerie mentre le decorazioni presentano stucchi e rilievi in tardo stile Art Nouveau.